# Issedonen
De Issedonen waren volgens Herodotus en Ptolemaeus een nomadenvolk dat in Centraal-Azië woonde. Volgens Herodotus leken zij op de Scythen, maar er waren ook duidelijke verschillen. Historici hebben de Issedonen geïdentificeerd met de Saken en de Wusun.

## Woonplaats

De wereldkaart volgens Herodotus. In het noordoosten bevonden zich de woonplaatsen van de Issedonen, Arimaspen en de Massageten.

Herodotus geeft alleen indirect een woonplaats aan. De Issedonen leefden tegenover de Massageten, welke over de rivier de Araxes woonden. Uit Scythische en Griekse bronnen weet Herodotus verder te melden dat ze ten oosten van de Argippeeërs ('Kaalkoppen') woonden.
Als men de Issedonen inderdaad kan identificeren als de Wusun, dan hebben zij tot in de 2e eeuw v.Chr. in Gansu gewoond waarna zij naar het Zevenstromenland trokken. Volgens Ptolemaeus woonden zij rond het begin van de jaartelling in het westelijke deel van het Tarimbekken.

## Geschiedenis
Volgens de Scythen beweerden de Issedonen dat het ten noorden van hen gelegen gebied door Arimaspen ('Eenogigen') werd bewoond. Volgens historicus Hans Wilhem Haussig was dit de Scythische benaming voor cyclopen, die vaak in verband gebracht werden met aardbevingen. Chinese kronieken maakten eveneens melding van aardbevingen, zo ook in 771 v Chr. Koning Youwang (781-771 v Chr) van de Zhou-dynastie moest daardoor zijn hoofdstad naar Luoyang verplaatsen. Omdat deze verhuizing het einde van de politieke en militaire macht van de Zhou betekende, was ook de rol van de nomaden die tot dat moment de Zhou hadden gesteund, uitgespeeld. 
Volgens Haussig was de kern van de mythe van de Arimaspen de herinnering aan een aardbeving. De oorzaak van het wegtrekken van de Issedonen werd zo verbonden aan een concrete gebeurtenis. De Issedonen trokken naar het huidige Gansu en vervolgens westwaarts via het huidige Sinkiang naar het Zevenstromenland. Daar verdreven zij de Scythische Saken die op hun beurt naar het zuiden trokken.

## Gebruiken
Herodotus (IV 26.) vond de volgende gebruiken van de Issedonen het vermelden waard:
- Bij de Issedonen hebben vrouwen evenveel te vertellen als mannen.
- Issedonen houden zich aan wetten (díkaioi).
- Issedonen doen aan ritueel kannibalisme:

Als in een familie de vader gestorven is, komen alle verwanten met schapen en geiten langs. Deze dieren worden geslacht en in stukken gehakt. Met de overleden ouder van de gastheer gebeurt hierna hetzelfde en van al dat vlees wordt één groot feestmaal bereid. Ze trekken de haren uit de schedel en maken hem daarna schoon. Daarna wordt hij verguld en als relikwie jaarlijks met grootse offers vereerd. Iedere zoon doet dat met zijn vader.
Vertaling: H. Dolen, p. 279.
Volgens Herodotes kenden behalve de Issedonen ook de Massageten  dit endokannibalisme, het eten van naaste verwanten. Door de Massageten werd de man bij het bereiken van een hoge leeftijd echter eerst gedood en daarna opgegeten. Wie stierf door ziekte werd in de grond begraven. (I 216.) Bij de Issedonen werden gestorvenen gegeten ongeacht de doodsoorzaak.

## Discussie over kannibalisme bij Issedonen
In 2000-2001 werd het kannibalisme bij de Issedonen onderwerp van een wetenschappelijke discussie. Volgens E. Murphy en J.P. Mallory werden er bij de traditionele uitleg van de vermelding van het kannibalisme door Herodotus twee onjuiste argumenten gebruikt:
- De beschrijving van kannibalisme zou dienen om het betreffende volk als wilden af te kunnen schilderen om zo het onderscheid met het eigen, beschaafde volk duidelijker te maken. Daartegenover stelden Murphy en Mallory dat volgens Herodotes de Issedonen zich expliciet aan de wet hielden, wat hen zeker niet tot wilden maakten. Het bericht over de Issedonen was afkomstig van Aristeas uit Prokonnesus, die veel eerder leefde (715 v Chr?) dan Herodotes. Vermoedelijk heeft Herodotes dit bericht gewoon overgenomen en had hij niet de bedoeling de Issedonen als wilden af te schilderen.
- De beschrijving van kannibalisme zou berusten op daadwerkelijk plaatsgevonden gebeurtenissen. Er zijn wereldwijd inderdaad talrijke grafvondsten gedaan waarbij de menselijke resten lijken te zijn gebroken, gekookt en afgekloven. Volgens Murphy en Mallory zijn dit soort sporen echter niet gevonden op grafvondsten uit de Euraziatische steppe.

Hiertegenover stelden Mallory en Murphy dat de beschrijving van het kannibalisme door Herodotus op een foutieve interpretatie van een begrafenisritueel berustte. Op een begraafplaats uit de IJzertijd bij Aymyrlyg in Toeva, werden meer dan duizend skeletten gevonden. Een groot aantal daarvan vertoonde sporen van insnijdingen met een scherp voorwerp en leek te zijn uitgebeend. De Issedonen waren nomadische veehouders die in de zomer de bergen introkken en in de winter terugkeerden naar een vaste overwinteringsplaats in de riviervallei zoals die van Aymyrlyg. Daar lag ook hun begraafplaats. Volgens beide auteurs  waren de uitgebeende skeletten restanten van mensen die in de zomer waren gestorven. Omdat ze op dat moment te ver weg waren van hun begraafplaats werden uit hygiënische overwegingen de lijken ontdaan van het vlees en bleven alleen de schoongemaakte botten bewaard. Na terugkomst in hun winterverblijf konden de botten alsnog worden begraven. Hoewel beide auteurs erkennen dat het bij gebrek aan archeologische sporen onzeker blijft of het uitgebeende vlees al dan niet werd gegeten, hebben zij daarover wel hun twijfels. Volgens Herodotes was de 'enige' mens-etende stam die van de Androfagen (Menseneters). Zij woonden ten noorden van de Scythen en werden door hem beschreven als de ergst denkbare wilden, die zich van niets of niemand iets aantrokken (IV.106). Zij waren daarmee anders dan de Issedonen, die zich immers aan wetten hielden.
Timothy Taylor had in 2001 drie punten van kritiek op de theorie van Murphy en Mallory:
- De in de begraafplaats bij Aymyrlyg in Toeva gevonden botten vertonen wel degelijk sporen van breuk (om bij het beenmerg te komen) en van hitte (koken). Dit duidt op daadwerkelijk kannibalisme.
- Herodotus heeft het expliciet over het verwijderen van vlees ("krea") dat met schapen- en geitenvlees tot een schotel werd verwerkt en niet over het schoonmaken van botten.
- De Scythen konden uitstekend balsemen en mummificeren. Omdat de Issedonen volgens Herodotus leken op de Scythen zou er ook voor hen geen reden zijn om de lijken uit te benen, noch in de zomer, noch in de winter.

Taylor pleit dan ook om vast te houden aan de oude theorie van ritueel kannibalisme.